# Limb Music
Limb Music ist ein Independent-Label mit Sitz in Hamburg, das auf Heavy Metal spezialisiert ist. Gegründet 1997 als Limb Music Products (kurz: LMP), ist es heute eine Sparte der Limb Music GmbH. Ergänzt wird das Label durch den 1989 gegründeten Verlag Limb Music Publishing sowie der Mailorder-Firma Forever Rock (seit 2008).
Zu den bis heute bekanntesten Bands des Labels gehört Rhapsody (mittlerweile getrennt in Rhapsody of Fire und Luca Turilli’s Rhapsody), deren Debütalbum Legendary Tales im Oktober 1997 die erste Veröffentlichung war. Im Lauf der Jahre veröffentlichte Limb Music eine Reihe mittlerweile etablierter Bands wie z. B. Pagan’s Mind, Black Majesty und Mob Rules. Dazu kamen ebenso Bands, die sich bereits einen Namen gemacht hatten wie z. B. Domain und Wizard. In den späteren Jahren fanden auch Re-Releases von klassischen und nicht mehr regulär erhältlichen Alben den Weg in das Repertoire.

## Von Limb Music bisher veröffentlichte Künstler
- Abraxas
- Adagio
- Ancient Bards
- Archetype
- Ascension
- Astralion
- Black Majesty
- Burning Black
- Burning Point
- Casus Belli
- Chinchilla
- Civilization One
- Code of Perfection
- Concerto Moon
- Cryonic Temple
- Delirion
- Domain
- Double Dealer
- Dragony
- Dungeon
- Dustsucker
- Eldritch
- Eternal Reign
- Exhibition
- Excalion
- Eyefear
- Fireforce
- FireWölfe
- Flashback of Anger
- Fogalord
- Galloglass
- Ghost Machinery
- Godiva
- Gothic Knights
- Gun Barrel
- Heavens Gate
- Human Fortress
- Icycore
- Illusion Suite
- InnerWish
- Invictus
- Ironware
- Ivory Tower
- Jack Starr featuring Rhett Forrester
- Jack Starr's Burning Starr
- Juvaliant
- Kenziner
- Khali
- Lana Lane
- Last Kingdom
- LionSoul
- Louder than the Dragon
- Luca Turilli
- Lucid Dreaming
- Magic Kingdom
- Magnitude 9
- Masters of Disguise
- Midnight Sun
- Minotaurus
- Mob Rules
- Montany
- Olympos Mons
- Oratory
- Pagan’s Mind
- Patrick Rondat
- Poverty’s No Crime
- Red Circuit
- Revoltons
- Rhapsody
- Rising Faith
- Roxxcalibur
- Sandstone
- Savage Grace
- ShadowKeep
- Sharon
- Silent Memorial
- Skeletor
- Skyliner
- Squad21
- Stevie McLaughlin
- Symphonity
- The Armada
- The Reign of Terror
- Tiles
- Time Machine
- Total Eclipse
- Tystnaden
- Typhoon Motor Dudes
- Valley's Eve
- Vanden Plas
- Vanishing Point
- Vexillum
- Winter's Verge
- Wizard
- Zandelle